# 矢部宏治
矢部 宏治（やべ こうじ、1960年 - ）は、日本の作家・実業家。

## 来歴・人物
兵庫県出身。慶應義塾大学文学部を卒業。博報堂マーケティング部を経て、1987年より書籍情報社の代表になる。
小林よしのりと天皇をめぐって対談したこともある。

## 主張・言論活動
- 「終戦宣言」へと向かう朝鮮半島と、中距離核ミサイル（INF）の全廃条約破棄を宣言したアメリカは、日本に米軍の核ミサイルが配備されてしまう可能性が非常に高いと発言している[6]。

## 著作
- 『本土の人間は知らないが、沖縄の人はみんな知っていること　─沖縄・米軍基地観光ガイド―』書籍情報社、2011年
- 『本当は憲法より大切な「日米地位協定入門」』（共著）創元社、2013年
- 『日本はなぜ「基地」と「原発」を止められないのか』集英社インターナショナル、2014年[注釈 1]。
- 『戦争をしない国　―明仁天皇メッセージ―』小学館、2015年
- 『日本はなぜ、「戦争ができる国」になったのか』集英社インターナショナル、2016年
- 『知ってはいけない　─隠された日本支配の構造―』講談社<講談社現代新書>、2017年
- 『知ってはいけない2 ―日本の主権はこうして失われた―』講談社現代新書、2018年
- 『天皇メッセージ』小学館、2019年